# Aktiver Eingabestift

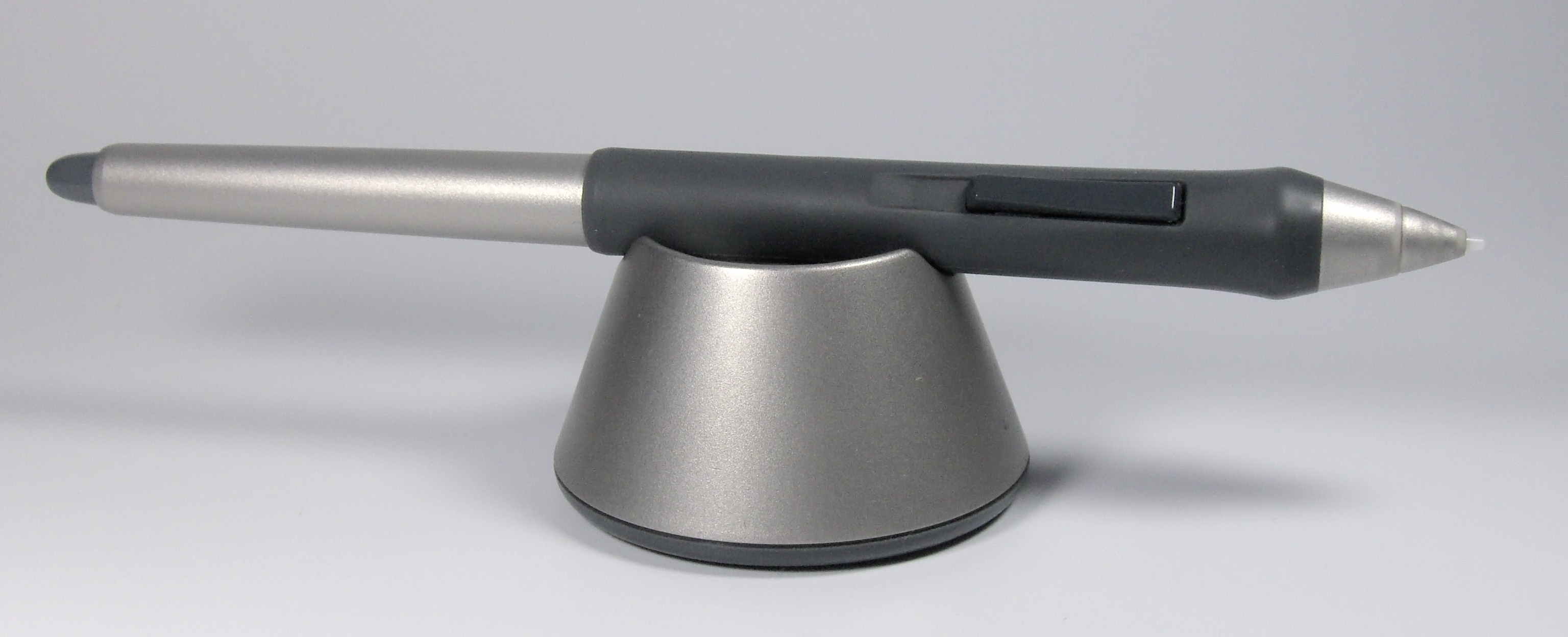
Aktiver Eingabestift des Herstellers Wacom (2008)

Ein aktiver Eingabestift (auch Digitizer, aktiver Stylus) ist ein elektronisches Eingabegerät, das Nutzern erlaubt, direkt auf grafischen  Displays von beispielsweise Smartphones, Tablet-PCs oder Notebooks zu schreiben. Dabei werden die Eingabesignale im Endgerät erfasst und die (Schreib-)Bewegung des Eingabestifts grafisch wiedergegeben. Der Stift kann mit Tasten ausgestattet sein und dadurch als Ersatz für ein herkömmliches Zeigegerät (Maus) verwendet werden. Meist verfügen Geräte, die über eine induktive Eingabemethode zur Verwendung mit einem aktiven Eingabestift bedient werden können, über eine zweite kapazitive Eingabemethode für die Bedienung mit Fingern.

## Funktionsweise

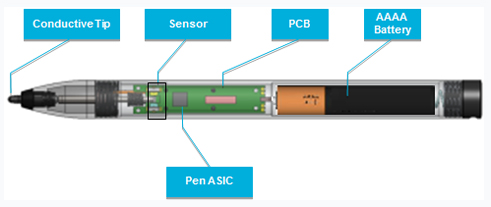
Stiftkomponenten

Aktive Eingabestifte verfügen über ein gerichtetes elektromagnetisches Feld. Leiterschleifen im Display des zu bedienenden Geräts ermitteln durch Vergleich der induzierten Signalstärken die Zeigerposition. Zusätzliche Stiftinformationen wie Stiftdruck oder das Betätigen einer Taste am Stift werden digitalisiert, dem elektromagnetischen Feld aufmoduliert und zusammen mit den Positionsdaten am Rechner des zu bedienenden Geräts ermittelt. Die Stifte werden entweder durch eine im Stift integrierte Batterie oder direkt vom zu bedienenden Gerät über Induktion mit Strom versorgt.

## Anwendung und Funktionen
Aktive Eingabestifte werden üblicherweise für elektronische Notizen, Zeichnungen, Dokumentanmerkungen und genaue Objektauswahl verwendet. Bei einer Verwendung mit Handschrifterkennungssoftware (OCR – Optical Character Recognition) kann der handschriftliche Input des Eingabestifts direkt in digitalen Text umgewandelt und gespeichert werden, um eine direkte Bearbeitung zu ermöglichen.

### Weitere mögliche Funktionen

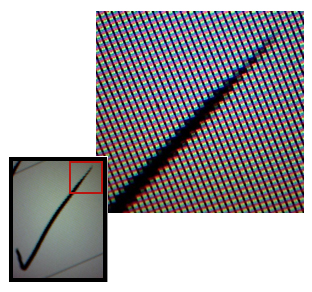
Drucksensitive Darstellung

- Radieren: Direktes Löschen des Inputs beispielsweise durch Verwendung einer Taste oder der Stiftrückseite
- Handballenerkennung (palm rejection): In der Schreibhaltung wird durch eine Annäherung des Stifts auf wenige Zentimeter an das Display der kapazitive Bildschirm kurzfristig außer Funktion gesetzt und somit ungewollte Eingaben durch den Handballen oder Finger verhindert.
- Drucksensor: Im Stift kann der Anpressdruck erkannt und übermittelt werden, um eine realitätsnahe Schriftdarstellung zu erzeugen (drucksensitive Darstellung).
- Hovering: Werden Stifte ohne direkten Kontakt über Displays gehalten, kann der Hover- bzw. Mouse-over-Effekt imitiert werden.